# Sixtus II.
Svatý Sixtus II. (Xystus) byl 24. papežem křesťanské církve od 30. srpna 257 do 6. srpna 258.

## Život
Podle Liber Pontificalis byl řeckého původu. Dnešní historici však tento údaj zpochybňují a zdá se pravděpodobnější, že autor Liber Pontificalis zaměnil osobu papeže za osobu jeho současníka Xysta, který byl filosofem pythagorejské školy.
Sixtovi II. se podařilo urovnat spory s východní a africkou církví rozdmýchané jeho předchůdcem sv. Štěpánem kvůli otázce nutnosti nového křtu u odpadlíků, znovu přijímaných do církve.
V době papežské vlády Sixta II. začalo další pronásledování křesťanů. Císař Valerianus v roce 257 nařídil odchod křesťanských biskupů a kněží do vyhnanství. O rok později (258) vydal druhý edikt, podle kterého všichni ti, kteří neuposlechli, budou zabiti a jejich majetek a majetek církve propadne státu. Valerianus si od toho sliboval nejen vymýcení křesťanství, ale i finanční příspěvek na válku proti Peršanům. Sixtus II. se stal jednou z prvních obětí této persekuce. Ukrýval se sice na méně známém menším pohřebišti naproti Kalixtovým katakombám, byl však přesto 5. srpna 258 zajat a hned druhý den (6. srpna) sťat. Spolu s ním byli popraveni i jáhnové Felicissimus a Agapit a podjáhnové Januar, Magnus, Vincenc a Štěpán.

## Hrob
Sixtovy ostatky byly nejprve pohřbeny v papežské kryptě Kalixtových katakomb v Římě. V 6. století byly přeneseny do kaple na hřbitově sv. Praetextata, která byla po něm pojmenována.

## Kult
Památku svatého Sixta II. a jeho šesti druhů si podle posledního vydání Martirologio Romano (2001) katolická církev připomíná 7. srpna, dříve se slavila 6. srpna.

## Patrocinium
Sv. Sixtus je patronem města Pisy, spolupatronem dómu v Halberstadtu.